# Gate guardian
Gate guardian eller gate guard (engelska för portväktare och portvakt) är från början ett engelskt begrepp på militärutrustning som används som monument. Monumentet är i regel upphöjt från marken för att på ett symboliskt sätt "skydda" huvudentrén till en militärförläggning. Gate guardians kan utgöras av flygplan, helikoptrar, pansar- och stridsfordon, artilleripjäser eller lokomotiv och i regel utgörs av system som nödvändigtvis inte längre är aktivt, men har en stark koppling till platsen.

## Galleri

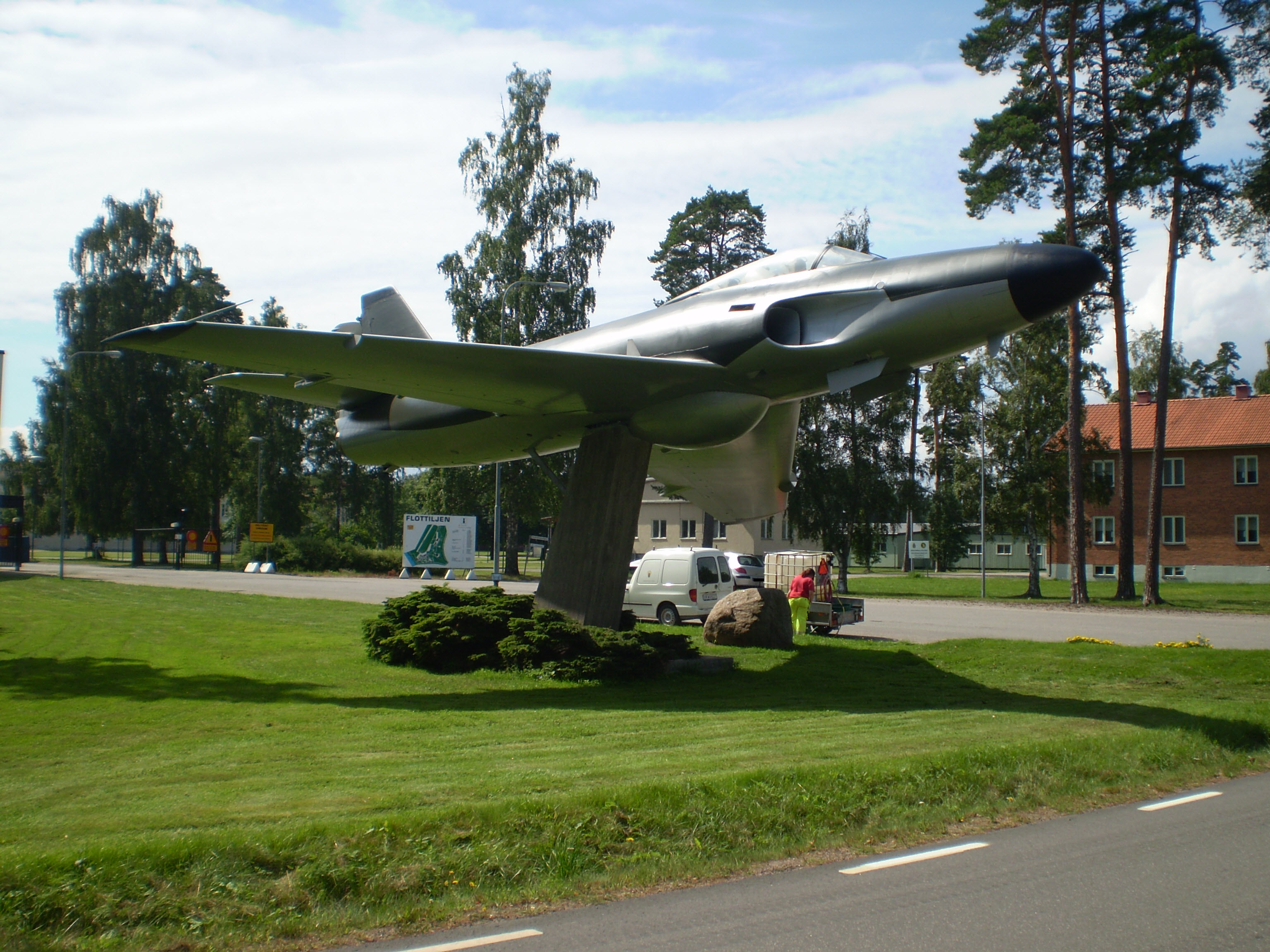
Gate guardian vid före detta Västgöta flygflottilj
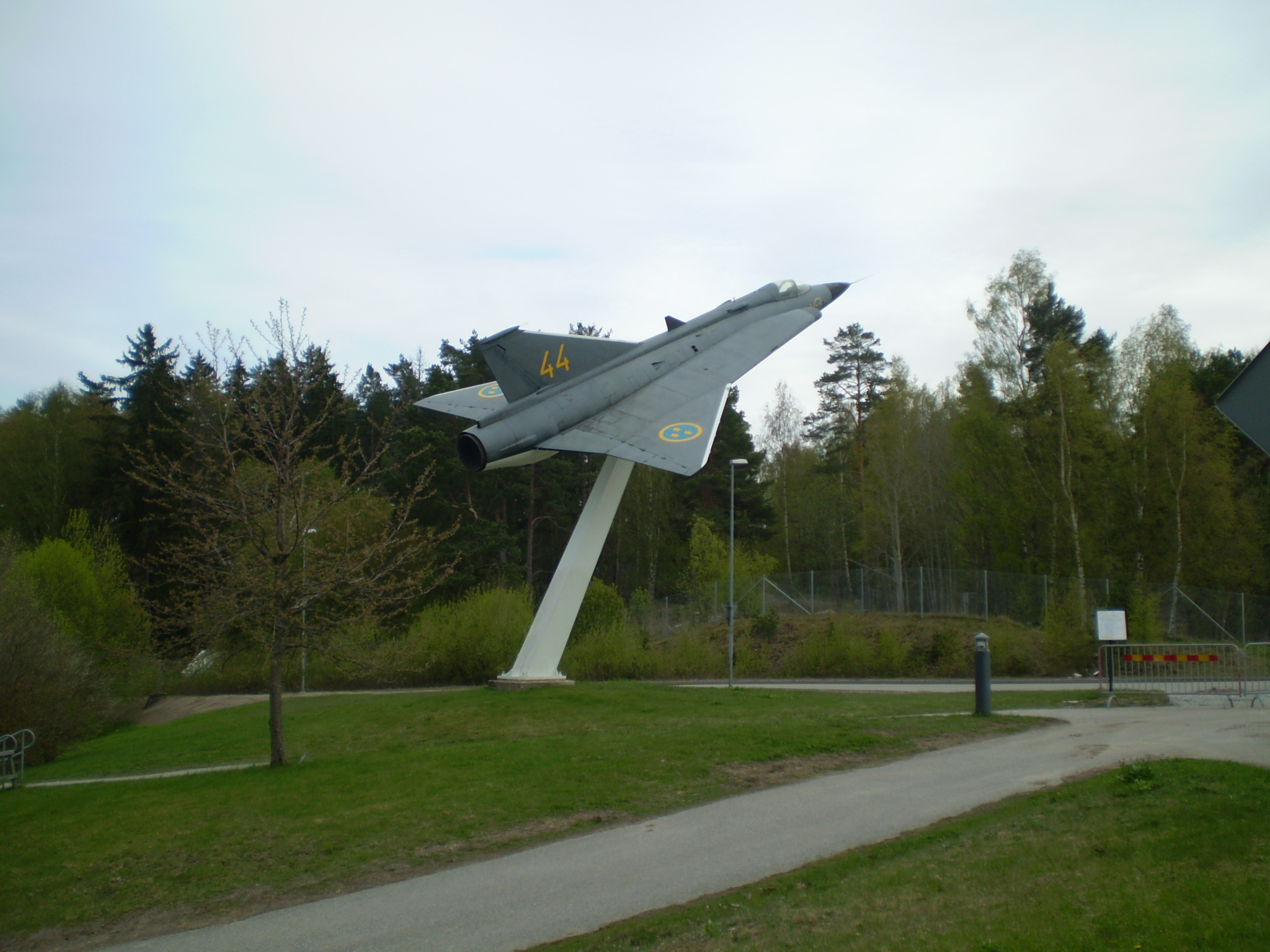
Gate guardian vid före detta Västmanlands flygflottilj
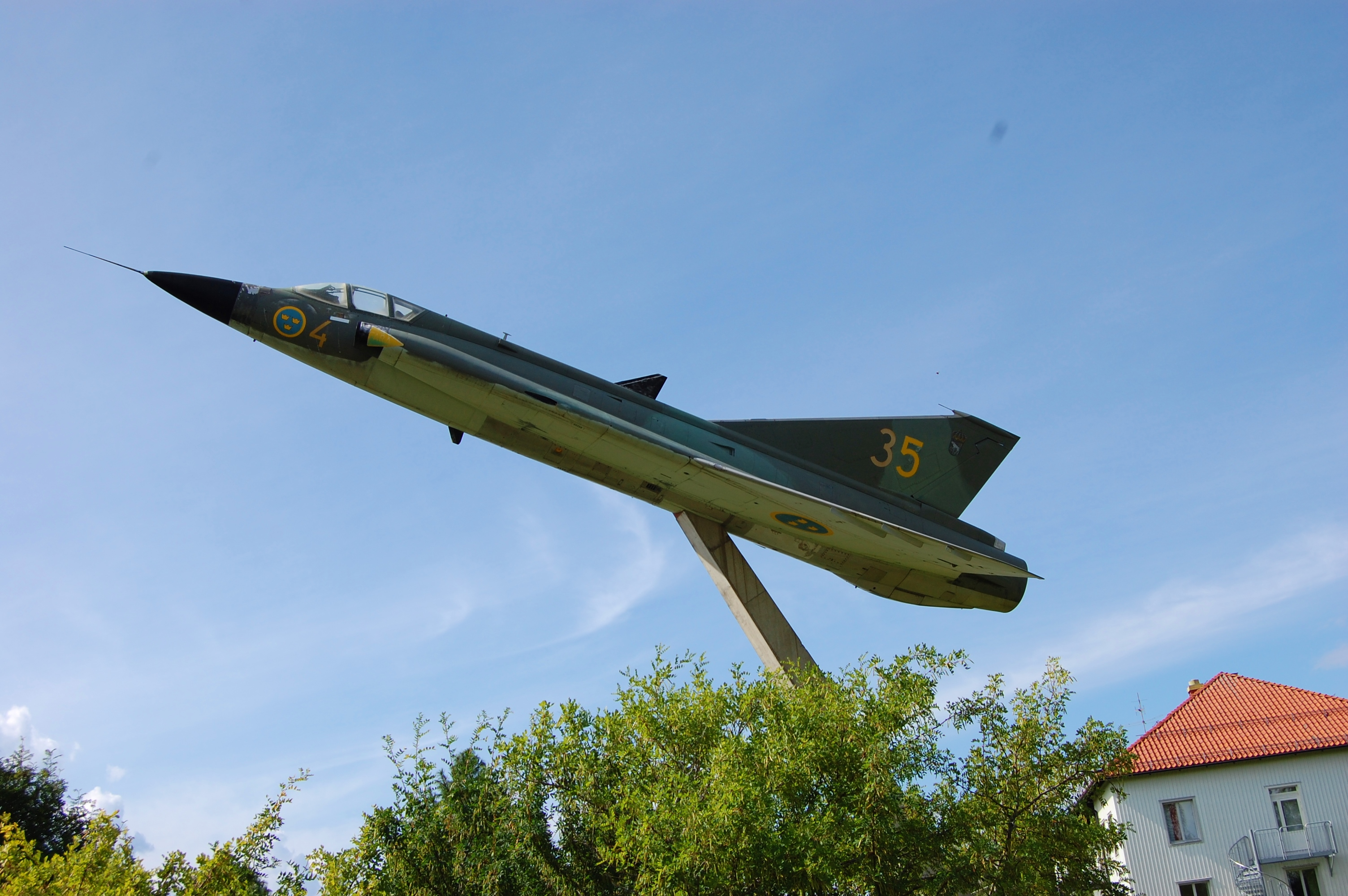
Gate guardian vid före detta Jämtlands flygflottilj
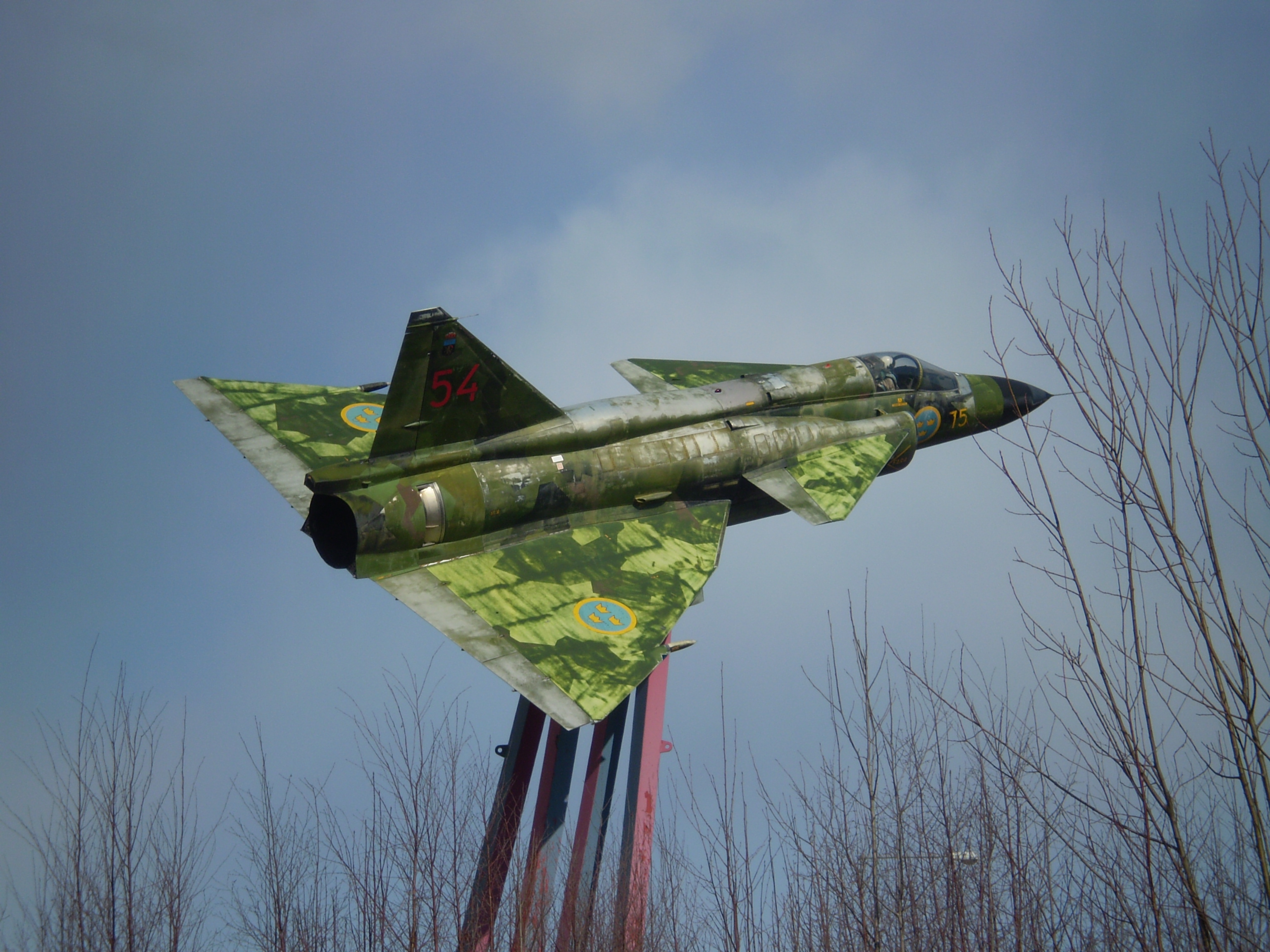
Gate guardian vid före detta Hälsinge flygflottilj
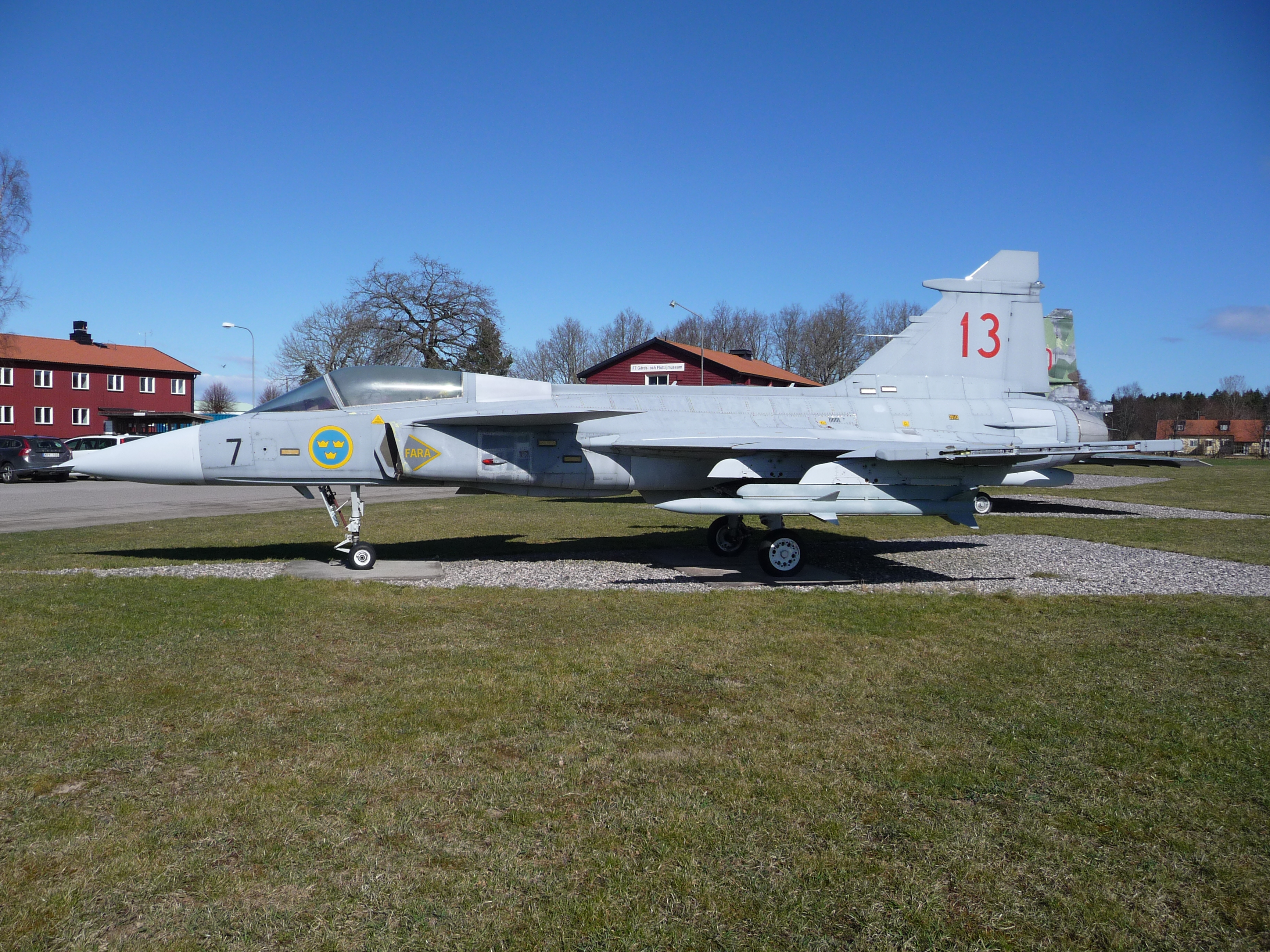
Gate guardian vid Skaraborgs flygflottilj